# Heliodoxa xanthogonys
El brillante de tepuy, colibrí frentiverde o colibrí de frente verde (Heliodoxa xanthogonys), es una especie de ave apodiforme de la familia Trochilidae —los colibríes— perteneciente al género Heliodoxa. Es nativo de la región de los tepuyes del norte de América del Sur.

## Distribución y hábitat
Se distribuye por las tierras altas y tepuyes del sur y este de Venezuela, y adyacencias del oeste de Guyana y extremo norte de  Brasil. Registrado aisladamente en Surinam.
Esta especie, de distribución insular notablemente dispersa, habita en selvas húmedas y sus bordes, claros y matorrales dentro de la zona submontana de los cerros y tepuyes de la región del Pantepui; principalmente en altitudes entre 700 y 2000 m, pero también registrado más bajo hasta los 500 m.

## Descripción
En promedio mide 10,7 cm de longitud y pesa 6,4 g. El pico tiene 20 mm de largo. La corona del macho es negra, con una delgada línea verde iridiscente y una mancha posocular blanca; el dorso es de color verde oscuro brillante; la garganta y el pecho son de color verde iridiscente con una mancha violeta iridiscente en el centro; el vientre y el crissum son verde oscuro y la cola negruzca. La hembra se distingue por las partes inferiores blancas con puntos verde oscuro y el centro del pecho con matices color ante; las mejillas oscuras, una línea blanca malar ténue y delgada y las puntas blancas de las plumas exteriores de la cola.

## Sistemática

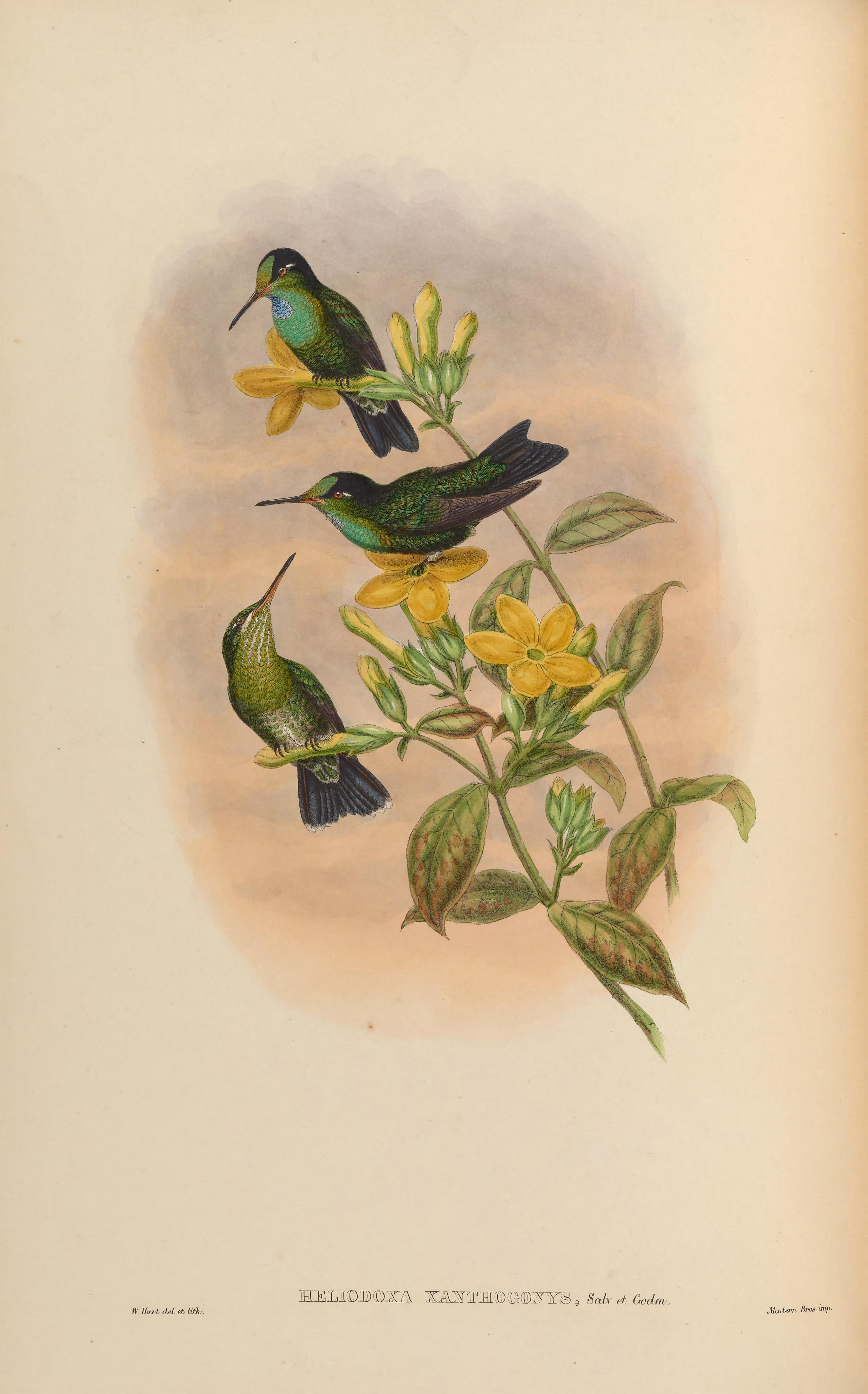
Heliodoxa xanthogonys, ilustración de Gould y Hart en A monograph of the Trochilidae, or family of humming-birds Supplement, 1880.

### Descripción original
La especie H. xanthogonys fue descrita por primera vez por los zoólogos británicos Osbert Salvin  y Frederick DuCane Godman en 1882 bajo el mismo nombre científico; su localidad tipo es: «montañas de Merume, Guyana».

### Etimología
El nombre genérico femenino «Heliodoxa» se compone de las palabras del griego «hēlios» que significa ‘sol’, y «doxa» que significa ‘gloria’, ‘magnificencia’; y el nombre de la especie «xanthogonys», se compone de la palabra del griego «xanthos» que significa ‘amarillo’, y de la palabra del latín moderno «gonys» que significa ‘mandíbula inferior’.

### Subespecies
Según las clasificaciones del Congreso Ornitológico Internacional (IOC) y Clements Checklist/eBird  se reconocen dos subespecies, con su correspondiente distribución geográfica:
- Heliodoxa xanthogonys xanthogonys Salvin & Godman, 1882 – cerros y tepuyes del sur y sureste de Venezuela, oeste de Guyana y extremo norte de Brasil. Registrado también en Tafelberg, Surinam.
- Heliodoxa xanthogonys willardi Weller & Renner, 2001 – tepuyes del extremo sur de Venezuela (Serranía de la Neblina, Serra Imeri), en el borde con el norte de Brasil (Amazonas).